# Mégacaryoblaste
Un mégacaryoblaste est une des cellules de la moelle osseuse qui possède une potentialité de différenciation (d'où son suffixe « blaste »).
C'est une cellule volumineuse (30 micromètres), cellule commise de la lignée thrombocytaire (précurseur basal des plaquettes sanguines qui interviennent dans les phénomènes d'hémostase de la coagulation).
En effet, celle-ci, en se différenciant, va augmenter de taille pour finalement donner un mégacaryocyte de 150 micromètres, qui, lui-même donnera naissance, par fragmentation, aux plaquettes (environ 2 000 par mégacaryocyte).